# Петрино
Пе́трино (болг. Петрино) — село в Тирговиштській області Болгарії. Входить до складу общини Омуртаг.

## Населення
За даними перепису населення 2011 року у селі проживали 146 осіб, з них 145 осіб (99,3%) — турки.
Розподіл населення за віком у 2011 році:
Динаміка населення: